# Big-i

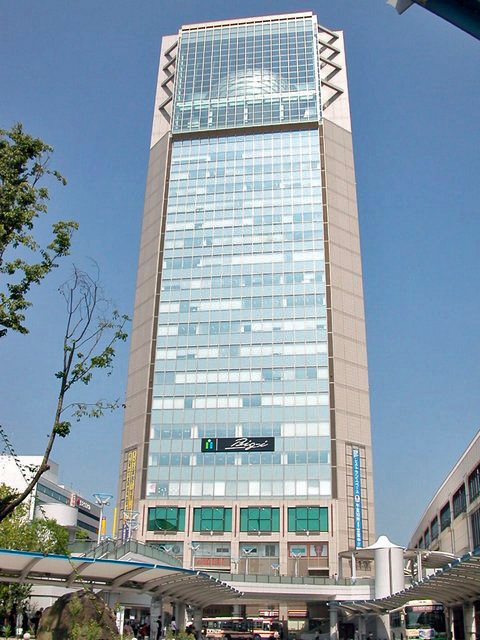
Big-i

Le Big-i (郡山ビッグアイ Kōriyama Biggu Ai) est un gratte-ciel situé à Kōriyama, Préfecture de Fukushima, au Japon. La construction du gratte-ciel mesurant 133 mètres, et comportant 24 étages a été terminée en 2001.